# 吳鉞 (明朝)
吳鉞（1473年—？），字宿威，江西撫州府崇仁縣人，民籍，明朝政治人物。

## 生平
江西鄉試第八名舉人。弘治十五年（1502年）中式壬戌科會試第一百四十七名，三甲第五名進士。曾任南直隸松江府知府一职。

## 家族
曾祖吳日昇，贈順天府治中；祖父吳衡，布政司參議；父吳孜，前翰林院典籍。嫡母諶氏；生母趙氏。重庆下。